# Rhitymna deelemanae
Rhitymna deelemanae är en spindelart som beskrevs av Jäger 2003. Rhitymna deelemanae ingår i släktet Rhitymna och familjen jättekrabbspindlar. Inga underarter finns listade i Catalogue of Life.